# Iseler
Iseler – szczyt w Alpach Algawskich, części Alp Bawarskich. Leży w Niemczech, w Bawarii, przy granicy z Austrią. Na szczycie znajduje się krzyż.